# 一二・三事件
一二・三事件（中国語: 一二・三事件、ポルトガル語: Motim 1-2-3）は、1966年12月3日にポルトガル領マカオで発生したマカオ史上最大の暴動。

## 概要

### 国共対立と文化大革命の影響

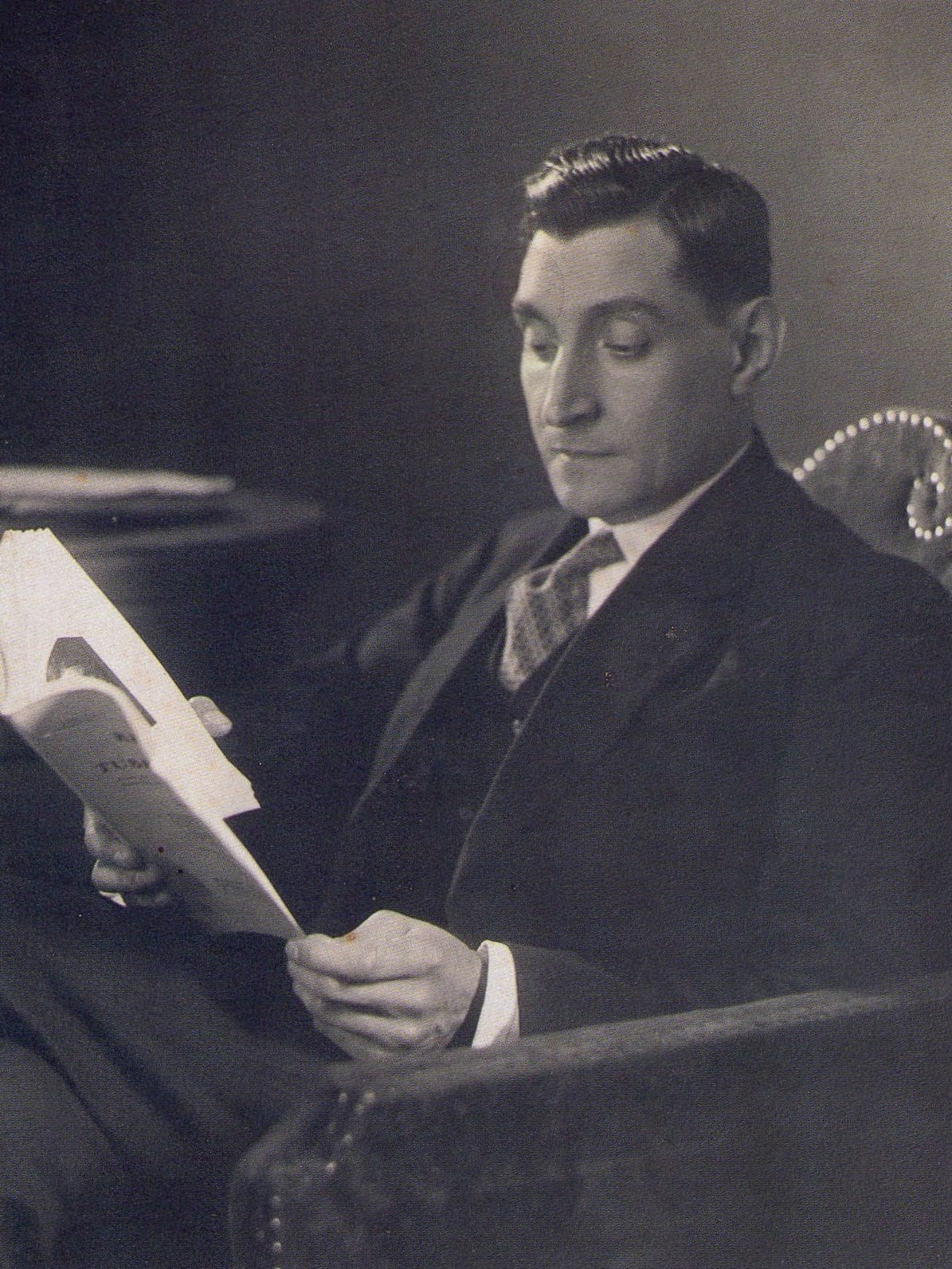
アントニオ・サラザール

長年マカオを統治してきていたポルトガルは、当時から反共主義のアントニオ・サラザール政権下において中華民国と良好な関係を持っており、また中華民国も対立を続ける中華人民共和国との関係上、マカオの返還をポルトガルに対して正式には求めていなかった。この様な関係を受けて、中華民国の情報機関はマカオを拠点に中華人民共和国への工作活動を活発に行っていた。これに対して隣接する中華人民共和国も、地の利を生かして中華民国の情報機関に対する工作活動を行っていた。
なお当時のマカオにおいては中華民国の中国国民党支持者と、中華人民共和国の中国共産党支持者の住人が両方ともおり、1950年代以降、両者の対立が次第に深まっていった。毎年10月になると、共産党支持者は1日に中華人民共和国国慶節を、国民党支持者は10日に中華民国双十節を祝っていた。そして互いに相手の祝賀行事を忌々しく感じており、双方による行事を妨害するトラブルが頻発していた。
さらに1960年代中盤以降に中華人民共和国で巻き起こった文化大革命と、それに伴う同国による諸外国と中華民国に対する過激化した対立姿勢は、マカオの中国共産党系住人にも伝達し、1966年に入ると中国共産党系の住人とマカオ政庁、中国国民党系の住人との暴力を伴う対立は日を増して増加していった。

### 無許可増設工事
その様な状況下において、マカオ半島南端から2.5キロメートルの沖合いに浮かぶタイパ島（氹仔島）の中国共産党支持者の住民は、1966年4月より施督憲正街の一角に中国共産党系の小学校の校舎を増設する計画を立て、6月に海島市（当時、タイパ島を管轄していた地方自治体）の市役所に工事申請をした。
ところが建築規制に違反する部分があるために、海島市当局がこれを受理しなかったため、学校関係者が通算24回も交渉したが、いずれも違反が改められていないために認められなかった。そのため、工事を先に進めて既成事実を作り、その後に追認してもらおうとした。

### 中国共産党の介入

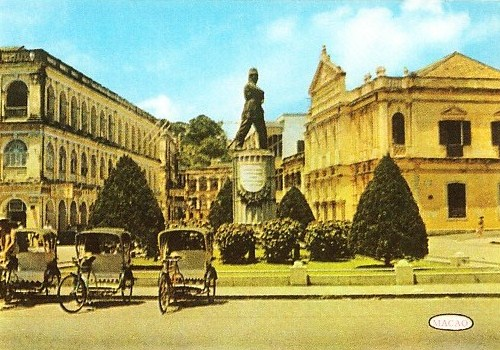
セナド広場にあったメスキータ像（1950年代）。この事件で破壊された。

この様な強硬な態度にしびれを切らした、「タカ派」として知られたポルトガル陸軍大佐のモタ・セルヴェイラ総督代理率いるマカオ当局は、11月15日に学校建設の工事を中止させようとしてフィゲレド警察署長率いるマカオ警察を派遣し、中国共産党支持者の住民との間で小競り合いが発生した。その結果24人が負傷し、取材に来ていた澳門日報記者1人が拘束連行された。
11月18日、中国共産党支持者の住民は「犯人の処罰」、「学校建設妨害の中止」、「負傷者への賠償」、「（澳門日報記者に下った）拘留20日の判決の撤回」、「事件再発の防止」の5項目を要求した。しかしモタ・セルヴェイラ総督代理は交渉を拒否し、その後22日になると中国共産党の息のかかった中国共産党系の左翼団体がこの問題に介入することになった。
11月25日、事件前から空席となっていたマカオ総督に、ホセ・マニュエル・デ・ソウサ・エ・ファロ・ノブレ・デ・カヴァーリョが赴任した。カヴァーリョ新総督は29日午後にマカオの経済界代表と会談し、学校建設阻止のために警察を動員したことは不適切であったことを認め、中立の調査委員会を設けて事件の解決を図ろうとした。しかし中国共産党系団体はこれに納得せず、配下の住人を動員して連日総督府前で抗議行動を繰り返した。当初は平和的なデモであったが、中国共産党系団体の介入が本格的になるにつれその行動は過激さと暴力性を増していった。

### デモ暴動化
12月3日正午、総督府前で中国共産党系の住人を中心としたデモ隊とフィゲレド警察署長率いる警官隊との間で小競り合いが発生、警察は警棒や放水車でデモ隊を蹴散らしたが、中国共産党系団体が煽り立てたデモ隊は午後3時になると暴動化した。
裁判所前のアルヴァレス（ポルトガル人で最初に中国到達した人物）の石像を一部破損させたり、セナド広場ではメスキータ（従来、清朝が管理していた関閘を占領した人物）の銅像が引きずり降ろされ、広場に面する澳門市役所庁舎（現民政総署大楼）や仁慈堂が襲撃された。
ついに午後4時半龍嵩街の司法警察署（現・司法警察局）前では、暴動化したデモ隊の警備に不慣れなポルトガル人警察が暴徒化したデモ隊に発砲、2人が死亡した。カヴァーリョ総督は午後6時に戒厳令と夜間外出禁止令を布告した。その後の数日間で、公式記録によれば8人が死亡、212人が負傷、逮捕者は62人に及んだ。

### 中華人民共和国による軍事恫喝
12月10日、中華人民共和国の広東省人民委員会はマカオ政庁とポルトガル政府に対して、事件の謝罪と責任者の処罰、中国共産党系の遺族に対する慰謝料の支払い、以後の中国共産党系住民による統治参加、そして中華民国の国務機関（諜報機関）によるマカオ内での活動の停止などを要求した。
さらに中華人民共和国政府は、中国人民解放軍の師団を国境地域に集結させ、ポルトガルとマカオ政庁に対して人民解放軍によるマカオへの軍事侵攻をほのめかす軍事的恫喝を行った。また艦船をマカオ沖に派遣しマカオ及びポルトガルの艦船に対する海上封鎖を行った。
これに対しポルトガル政府とマカオ政庁はセルヴェイラ総督代理率いるマカオ在留ポルトガル軍に動員令を下し、ポルトガル人の住人が続々と入営した他、婦女子の国外への退去を進めた。さらにマカオに外交団を置く各国は在留する自国民の退去を進めた。これによりマカオに観光に来る外国人は激減し、またマカオ内の経済活動や交通は全面ストップし、マカオ・パタカはこの間に暴落した。

### ポルトガルの屈服
当時のポルトガルは「西ヨーロッパの最貧国」と呼ばれるまで国力が低下し、マカオにわずかな軍事力しか駐留させていなかった上に、ヨーロッパ最長の独裁体制とされるエスタド・ノヴォ体制で多くの西側諸国との関係が悪化しており、同じように中国大陸に香港を抱えていたイギリスとの英葡永久同盟もゴアなどのポルトガル領インドがインドから武力侵攻を受けた際やポルトガルの植民地戦争で役立っておらず、軍事的な支援は期待できなかった。

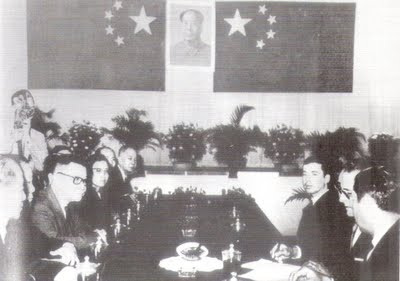
中国政府への謝罪の文書に署名させられるカヴァーリョ総督、1967年

この様な背景から、中国人民解放軍との全面的な軍事対立が起きた場合全てを失うと考えたサラザール首相の判断により、ポルトガル政府とマカオ政庁は、12月12日午後11時半になって、中国共産党による要求を全面的に受け入れることを明らかにした。
そして12月16日までに、カヴァーリョ総督は死者が出るような経緯に対する遺憾の意を表し、この事件の発端となったセルヴェイラ総督代理とフィゲレド警察署長は罷免されマカオ退去が命じられた。12月17日、この事件の犠牲者の葬儀が行われ、関閘や市役所では半旗が掲げられた。その他、マカオ政庁は慰謝料等で計2,058,424パタカを遺族に支払った。翌1967年1月29日、カヴァーリョ総督は毛沢東の肖像画が掛けられた場所で謝罪の文書に署名させられた。

## 事件が与えた影響

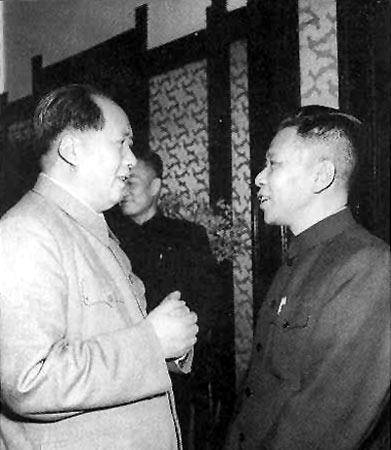
毛沢東と会見する何賢（右）、1956年

この事件以降、ポルトガル政府並びにマカオ政庁の権威は失墜し、マカオはポルトガル領でありつつ事実上中華人民共和国の影響下に入ることになった。後に中国に返還されたマカオで初代行政長官を務める何厚鏵の父親で「マカオの王」「影のマカオ総督」と呼ばれた親中派実業家の何賢の影響力は絶大なものになり、何賢はポルトガル政府と友好的な関係を持ったことから当時のアフリカのポルトガル植民地とは対照的に政情は安定した。そして、本国のポルトガルが中華民国との国交を維持しているにもかかわらず、マカオは独断で中華人民共和国との国交を結び、その結果これまでマカオで活動していた中華民国の各機関は締め出された。中華民国の国旗の掲揚や国民党支持者の活動も禁止された。また、中国共産党の弾圧などから逃れてくる中華人民共和国からの難民の入国を禁止し、強制送還を行った。
これに中華民国は抗議して大使召還を行い、ポルトガル政府は中華民国を国連から追放する国際連合総会決議2758に賛成するまで外交関係は冷却化した。香港の中国共産党勢力はこの暴動の勝利に勇気づけられ、半年後に香港で起きる六七暴動（六七事件）に間接的に影響を与えた。